# Britzelmayria
Britzelmayria (Britzelm.) D. Wächt. & A. Melzer – rodzaj grzybów z rodziny kruchaweczkowatych (Psathyrellaceae).

## Systematyka i nazewnictwo
Pozycja w klasyfikacji według Index Fungorum: Psathyrellaceae, Agaricales, Agaricomycetidae, Agaricomycetes, Agaricomycotina, Basidiomycota, Fungi.
Gatunki:
- Britzelmayria multipedata (Peck) D. Wächt. & A. Melzer 2020 – tzw. kruchaweczka kępkowa
- Britzelmayria supernula (Britzelm.) D. Wächt. & A. Melzer 2020

Wykaz gatunków i nazwy naukowe według Index Fungorum, nazwa polska według W. Wojewody.
Obydwa gatunki występują w Polsce.